# Volvo EX90
De Volvo EX90 is een luxe elektrische auto van autoproducent Volvo uit Zweden, welke voorgesteld is in 2022 en in 2024 in productie is genomen.

## Specificaties
Gegevens van de 'Twin Motor'-uitvoering.

### Vervoer
De auto biedt 7 zitplaatsen, waarvan 4 geschikt zijn voor Isofix-kinderzitjes. Er is standaard 310 liter kofferbakruimte beschikbaar, die uitgebreid kan worden tot maximaal 1915 liter. De "frunk" of opslag onder de motorkap is 37 liter groot. Verder is de auto voorzien van een trekhaak, waarmee maximaal 750 kg ongeremd en 2200 kg geremd getrokken mag worden. De maximale verticale kogeldruk is 100 kg. 

### Accu
De auto heeft een 111 kWh grote tractiebatterij waarvan 107 kWh bruikbaar is. Dit resulteert in een WLTP-gemeten actieradius van 585 km, wat neerkomt op 455 km in de praktijk. De accu is actief gekoeld, en wordt geproduceerd door CATL. Dit accupakket heeft een nominaal voltage van rond de 400 V. 

### Opladen
De accu van de auto kan standaard worden opgeladen via een Type 2-connector met laadvermogen van 11 kW door gebruik van 3-fase 16 ampère, waarmee de auto in 11,5 uur van 0 % naar 100 % geladen kan worden. Bij gebruik van een snellader met een CCS-aansluiting kan een laadsnelheid van maximaal 250 kW worden bereikt, waarmee de auto in minimaal 32 minuten van 10 % naar 80 % geladen kan worden, wat neerkomt op een snellaadsnelheid van 590 km/u. 

### Prestaties
De elektronische aandrijflijn van de auto kan 300 kW aan vermogen leveren, waarmee de auto met 770 Nm koppel in 5,9 seconden kan optrekken van 0 naar 100 km/u. De maximale snelheid die bereikt kan worden is ongeveer 180 km/u. 